# Mulgi (plaats)
Mulgi is een plaats in de Estlandse gemeente Mulgi, provincie Viljandimaa. De plaats heeft de status van dorp (Estisch: küla).
Mulgi lag tot in oktober 2017 in de gemeente Halliste. In die maand ging Halliste op in de fusiegemeente Mulgi.

## Bevolking
Het dorp had 47 inwoners op 31 december 2011 en 52 inwoners op 31 december 2021.

## Ligging
Mulgi ligt ongeveer 8,5 km ten noordwesten van Halliste, de vroegere hoofdplaats van de gelijknamige gemeente. De rivier Pale stroomt door het dorp.

## Geschiedenis
Het dorp ontstond uit een groepje boerderijen op het landgoed van Neu-Karrishof (Uue-Kariste), waarvan de boeren allemaal de bijnaam Mulgi, Mulcke of Mullick hadden (in 1811 werden bijvoorbeeld Mulgi Peter en Mulgi Jack genoemd). Ook elders in het omringende gebied kwam de bijnaam voor. Het is waarschijnlijk dat de naam Mulgi voor het dialect dat in de streek wordt gesproken samenhangt met deze boerderijen, maar er zou ook een verband kunnen zijn met het Letse woord muļķis, ‘onnozele’. Zo kwamen de inwoners van de streek misschien over op de mensen in de buurt die andere talen spraken.
Pas in 1970 verschenen twee dorpen, Mulgi I en Mulgi II, op de lijst van dorpen. In 1977 werden ze samengevoegd met de buurdorpen Kirnu en Võibre tot één dorp Mulgi. Het zuidelijke deel van het dorp wordt wel Kosksilla genoemd.